# Ana de Armas
Ana Celia de Armas Caso, född 30 april 1988 i Havanna, Kuba, är en kubansk skådespelare. Hon har också spanskt medborgarskap.
Hon gjorde sin skådespelardebut 2006 i den spanska filmen Una rosa de Francia. Hon spelade också i det populära spanska tv-programmet El Internado. År 2015 spelade hon i sin första amerikanska film Knock Knock följt av Exposed, Hands of Stone, War Dogs och Blade Runner 2049.

## Uppväxt
Ana de Armas föddes i Santa Cruz del Norte och växte upp i Havanna, Kuba. Hon bestämde sig vid tolv års ålder att bli skådespelare, och gick på National Theater School of Cuba.

## Privatliv
Ana de Armas var gift med den spanske skådespelaren Marc Clotet från 2011 till 2013.

## Filmografi

### Film
| År   | Titel                                  | Roll                   | Kommentar                                                 |
| ---- | -------------------------------------- | ---------------------- | --------------------------------------------------------- |
| 2006 | Una rosa de Francia                    | Marie                  |                                                           |
| 2007 | Madrigal                               | Stella Maris           |                                                           |
| 2009 | Sex, Party and Lies                    | Carola                 | även kallad Mentiras y gordas                             |
| 2009 | Y de postre, qué                       | Flicka                 | Kortfilm                                                  |
| 2009 | Ánima                                  | Julieta                | Kortfilm                                                  |
| 2011 | Blind Alley                            | Rosa/Laura             | även kallad El callejón                                   |
| 2012 | Perrito chino                          | Sabina                 | Kortfilm                                                  |
| 2013 | Faraday                                | Inma Murga             |                                                           |
| 2014 | Por un puñado de besos                 | Sol                    |                                                           |
| 2015 | Knock Knock                            | Bel                    |                                                           |
| 2015 | Anabel                                 | Cris                   |                                                           |
| 2016 | Exposed                                | Isabel de la Cruz      |                                                           |
| 2016 | Hands of Stone                         | Felicidad Durán        |                                                           |
| 2016 | War Dogs                               | Iz                     |                                                           |
| 2017 | Overdrive                              | Stephanie              |                                                           |
| 2017 | Blade Runner 2049                      | Joi                    | Nominerad till – Saturn Award for Best Supporting Actress |
| 2018 | Corazón                                | Elena Ramirez          |                                                           |
| 2019 | Tre sekunder                           | Sofia Hoffman          |                                                           |
| 2019 | Wasp Network                           | Ana Magarita Martinez  |                                                           |
| 2019 | Knives Out                             | Marta Cabrera          |                                                           |
| 2020 | The Night Clerk                        | Andrea                 |                                                           |
| 2020 | Sergio                                 | Carolina               |                                                           |
| 2021 | No Time to Die                         | Paloma                 |                                                           |
| 2022 | Djupt vatten                           | Melinda                |                                                           |
| 2022 | The Gray Man                           | Dani Miranda           |                                                           |
| 2022 | Blonde                                 | Marilyn Monroe         |                                                           |
| 2023 | Ghosted                                | Sadie Rhodes           |                                                           |
| 2025 | From the World of John Wick: Ballerina | Rooney / The Ballerina |                                                           |

### Television
| År        | Titel                | Roll                | Kommentar                |
| --------- | -------------------- | ------------------- | ------------------------ |
| 2007      | El edén perdido      | Gloria              | TV-film                  |
| 2007–2010 | El Internado         | Carolina Leal Solís | TV-serie (56 avsnitt)    |
| 2008      | Revelados            | TV-serie            |                          |
| 2010–2013 | Hispania, la leyenda | Nerea               | TV-serie (17 avsnitt)    |
| 2011      | Actrices             | Sig själv           | TV-miniserie (2 avsnitt) |